# Bosoni X e Y
In fisica, i bosoni X e Y sono le particelle elementari ipotetiche, analoghe ai bosoni W e Z, responsabili di un nuovo tipo di forza prevista dal modello di Georgi–Glashow della teoria della grande unificazione.
Le proprietà di questi bosoni vettori variano a seconda della teoria della grande unificazione in cui sono previsti. Nella maggior parte di tali teorie, i bosoni X e Y sono composti da quark e leptoni, consentendo la violazione della conservazione del numero barionico e quindi consentendo il decadimento del protone.

## Proprietà
I bosoni X e Y accoppiano i quark e i leptoni, permettendo così la violazione della conservazione del numero barionico e quindi consentendo il decadimento del protone.
Un bosone X avrebbe i seguenti modi di decadimento:
{\displaystyle X\rightarrow u+u}
{\displaystyle X\rightarrow e^{+}+{\bar {d}}}
dove {\displaystyle u} è un quark up, {\displaystyle {\bar {d}}} un antiquark down e {\displaystyle e^{+}} un positrone. Entrambi i prodotti di decadimento in ciascun processo avrebbero chiralità opposte. 
Un bosone {\displaystyle Y} avrebbe i seguenti modi di decadimento:
{\displaystyle Y\rightarrow e^{+}+{\bar {d}}}
{\displaystyle Y\rightarrow d+{\bar {u}}}
{\displaystyle Y\rightarrow {\bar {d}}+{\bar {v}}_{e}}
dove {\displaystyle {\bar {u}}} è l'antiquark up, {\displaystyle d} è il quark down, {\displaystyle {\bar {v}}_{e}} è l'antineutrino elettronico. In tutti i processi di decadimento il primo prodotto avrebbe chiralità sinistrorsa mentre il secondo prodotto avrebbe sempre chiralità destrorsa.
Simili prodotti e processi di decadimento esistono per le altre generazioni di particelle quark-leptoni.

In queste reazioni non viene conservato né il numero barionico (B) né il numero leptonico (L), mentre è conservata la loro differenza B-L. I differenti rapporti di suddivisione tra il barione X e le sue antiparticelle (come nel caso del mesone K) spiegherebbero la bariogenesi.

## R-parità
La R-parità è un concetto di fisica delle particelle e di fisica teorica. Nell'estensione supersimmetrica del Modello Standard, il numero barionico e il numero leptonico non sono più conservati da parte di tutti gli accoppiamenti in una teoria rinormalizzabile. La R-parità è una simmetria del gruppo {\displaystyle Z_{2}} che agisce nel Modello Standard supersimmetrico minimale (MSSM) e tale parità può essere definita come:
{\displaystyle R=(-1)^{2j+3B+L}}.
dove: {\displaystyle j} è lo spin, {\displaystyle B} è il numero barionico e {\displaystyle L} il numero leptonico. Ogni particella del Modello Standard ha R-parità uguale ad {\displaystyle +1}, mentre la R-parità del partner supersimmetrico ha R parità {\displaystyle -1}.